# Nemo auditur propriam turpitudinem allegans
Nemo auditur propriam turpitudinem allegans es una locución latina. La traducción literal es ‘No se escucha a nadie (en juicio) que alega su propia torpeza’.
Significa que el juez no debe acoger las pretensiones de quien alega su propia torpeza, entendida como deslealtad, fraude, lascivia y cualquier otra causa contra las buenas costumbres y la ley; En materia jurídica es un principio que indica que "nadie puede aprovecharse de su propio dolo" cuya principal consecuencia es impedir que un acto ilegal o inmoral pueda reportale utilidad a su  autor o pueda de algún modo volver licita una ganancia mal habida. Ejemplos o aplicaciones clásicas son la imposibilidad de sustraerse a las obligaciones que impone un contrato alegando que la firma de la contraparte (acreedor) fue falsificada por el mismo (deudor), pedir un nuevo plazo para realizar alguna gestión alegando un mero olvido o una causa irrisoria (por ejemplo, no entregué un trabajo importante porque me quedé dormido), justificarse indicando que no se ha cumplido por una negligencia propia inexcusable atendiendo a su conocimiento, como si un policía alegase que le entregó su arma a su hijo de 10 años y por eso el niño le disparó al vecino. 
En la abogacía argentina se utiliza en el sentido de que nadie puede alegar en beneficio de un derecho o una situación actual, una conducta fáctica o jurídica anterior, contradictoria con la que se quiere hacer valer, aunque esto es más cercano a la doctrina de los actos propios (non venire contra factum proprium).